# NACK5 Stadium Omiya
O NACK5 Stadium Omiya é um estádio localizado em Saitama, no Japão, possui capacidade total para 15.500 pessoas, é a casa do time de futebol Omiya Ardija, foi inaugurado em 1960, recebeu jogos de futebol nos Jogos Olímpicos de Verão de 1964, foi reformado em 1995 e 2007.